# 결단의 책상

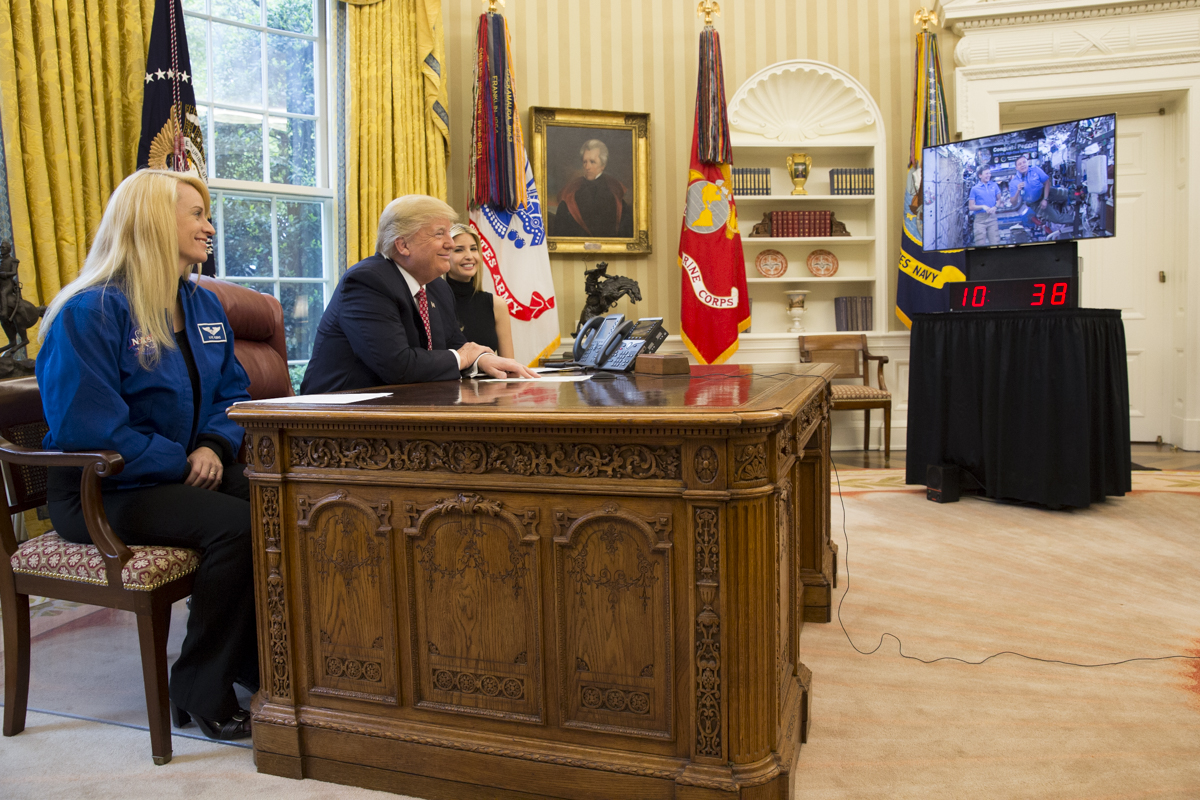
트럼프 대통령이 딸 이방카, 우주비행사와 결단의 책상에 앉아있다.

결단의 책상(Resolute desk)은 백악관 미국 대통령 집무실에 있는 대통령 전용 책상을 말한다.

## 역사
미국 백악관의 대통령 집무실 오벌 오피스에는 대통령 전용 책상이 있다. 대통령 마다 다른 책상을 사용했다.
결단의 책상은 7명의 대통령이 사용했다.
영국 빅토리아 여왕이 1880년 러더퍼드 헤이스 당시 미 대통령에게 선물로 줬다. Resolute라는 이름의 영국 배가 북극 탐험 중 실종됐는데 미국 선박의 도움으로 구조됐고, 감사의 마음을 담아 그 배를 구성했던 원목 일부를 떼어 동명의 책상을 만든 것. 그 뒤 백악관 창고에 있던 것을 존 F. 케네디 대통령이 꺼내 집무용으로 쓰기 시작했다. 최근 들어서는 빌 클린턴, 조지 부시, 버락 오바마 전 대통령이 계속 사용해 왔다.

## 같이 보기
- 미국-영국 관계